# René de Obaldia
René de Obaldia, född 22 oktober 1918 i Hongkong, död 27 januari 2022 i Paris, var en fransk dramatiker, romanförfattare och poet. Han arbetade som journalist innan han etablerade sig som författare på 1950-talet. Hans första pjäs var Génousie, en "comédie onirique", "drömlik komedi", som sattes upp 1960 på Théâtre national populaire. Han är mest känd som dramatiker.
Han valdes in i Franska akademien 1999 och ersatte Julien Green på stol 22.